# Tomahawk (группа)
Tomahawk — американская супергруппа, основанная в 2000 году и играющая экспериментальный альтернативный метал.

## История
Начало команде положило сотрудничество Майка Паттона (вокалист Fantômas, Faith No More и Mr. Bungle) и Дьюана Денисона (экс-гитарист The Jesus Lizard). Дэнисон привел в группу бывшего ударника Helmet Джона Стэниэра, а Паттон, в свою очередь, пригласил басиста Кевина Ратмэниса из Melvins, после чего формирование группы было завершено.
В 2001 году вышел одноимённый альбом группы, продюсером которого выступил Джо Финдербурк. Следующий лонгплей команды, Mit Gas, спродюсированный Джо Баррези, был выпущен в 2003 году. Оба альбома вышли на лейбле Ipecac Recordings, основанном в 1999 году будущим фронтменом команды Паттоном и Грэгом Уэркманом.
В поддержку альбомов группа активно гастролировала по всему миру, выступая на различных фестивалях и на разогреве у других знаменитых команд, в частности, Tool. Также они приняли участие в «Geek Tour» вместе с Fantômas и Melvins.
Весной 2007 года команда выпустила свой третий номерной альбом, названный Anonymous.
29 января 2013 года вышел 4-й по счёту альбом Oddfellows. 
26 марта 2021 года вышел новый альбом Tonic Immobility. 

## Состав группы
- Майк Паттон (Mike Patton) — вокал
- Дьюан Денисон (Duane Denison) — гитара
- Джон Стэниэр (John Stanier) — ударные
- Тревор Данн[англ.] (Trevor Dunn) — бас-гитара

### Бывшие участники
- Кевин Рутмэнис (Kevin Rutmanis) — бас-гитара

## Дискография
- Tomahawk (Ipecac, 2001)
- Mit Gas (Ipecac, 2003)
- Anonymous (Ipecac, 2007)
- Oddfellows (Ipecac, 2013)
- Tonic Immobility (Ipecac, 2021)